# Fox Chase (Kentucky)
Fox Chase es una ciudad ubicada en el condado de Bullitt en el estado estadounidense de Kentucky. En el Censo de 2010 tenía una población de 447 habitantes y una densidad poblacional de 443,67 personas por km².

## Geografía
Fox Chase se encuentra ubicada en las coordenadas 38°2′44″N 85°41′26″O / 38.04556, -85.69056. Según la Oficina del Censo de los Estados Unidos, Fox Chase tiene una superficie total de 1.01 km², de la cual 0.99 km² corresponden a tierra firme y (1.8%) 0.02 km² es agua.

## Demografía
Según el censo de 2010, había 447 personas residiendo en Fox Chase. La densidad de población era de 443,67 hab./km². De los 447 habitantes, Fox Chase estaba compuesto por el 98.66% blancos, el 0.67% eran afroamericanos, el 0.22% eran amerindios, el 0.22% eran asiáticos, el 0% eran isleños del Pacífico, el 0% eran de otras razas y el 0.22% pertenecían a dos o más razas. Del total de la población el 0% eran hispanos o latinos de cualquier raza.